# Iveta Bartošová
Iveta Bartošová (ur. 8 kwietnia 1966 w Czeladnej, zm. 29 kwietnia 2014 w Pradze) – czeska piosenkarka i aktorka. Trzykrotnie zdobyła nagrodę Złotego Słowika (w latach 1986, 1990 i 1991).
Karierę muzyczną rozpoczynała z zespołem Diantus w 1982. Rok później wygrała w konkursie muzycznym w Jihlavie i poznała tam Petra Sepéši, z którym następnie współpracowała i pozostawała w nieformalnym związku, aż do jego tragicznej śmierci w 1985 w wypadku na przejeździe kolejowo-drogowym. Następnie współpracowała z takimi wykonawcami muzyki pop, jak František Janeček czy Ladislav Štaidl.
W 1987 wydała pierwszą solową płytę: I.B.. W 1993 zadebiutowała, jako aktorka rolą w komedii Svatba upírů, a rok później wystąpiła w musicalu Dracula. W latach 90. wydała jeszcze kilka płyt, które odniosły sukces, jak Ve jménu lásky czy Bílý kámen.
Z początkiem XXI wieku popularność piosenkarki zaczęła spadać, co miało związek z jej  trybem życia. W 2008 EMI wydało kompilację największych przebojów Ivety, Platinum Collection.

## Życie prywatne
Dorastała w Frenštát pod Radhoštěm, miała starszego brata Lumíra i siostrę bliźniaczkę Ivanę, która również jest piosenkarką i występuje pod pseudonimem „Viana“.
W 2007 podjęła leczenie psychiatryczne, przyznając się do uzależnienia od antydepresantów i alkoholu. Ladislav Štaidl był przez wiele lat jej partnerem życiowym. Z tego związku z miała syna, Artura. W 2008 poślubiła reżysera i producenta telewizyjnego, Jiříego Pomeje, z którym rozwiodła się rok później. Jej kolejnym i ostatnim partnerem życiowym został Josef Rychtář, z którym pozostawała w związku małżeńskim od 2013 do swojej śmierci. W 2013 ponownie podjęła terapię uzależnienia od alkoholu w zakładzie psychiatrycznym.
29 kwietnia 2014 Iveta Bartošová popełniła samobójstwo, rzucając się pod pociąg w pobliżu stacji Uhříněves.

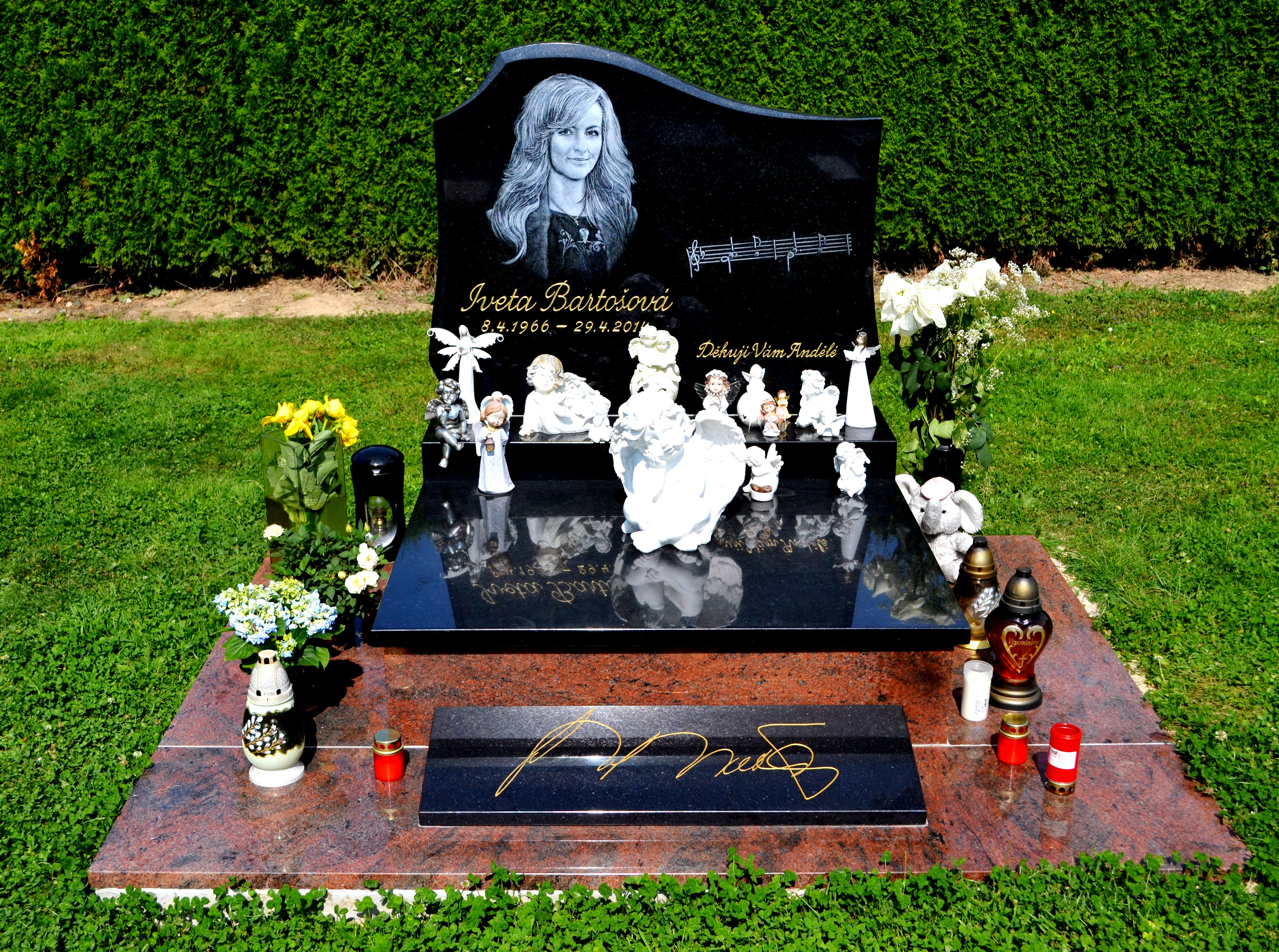
Grób Ivety Bartošovej na cmentarzu w miejscowości Říčany koło Pragi

## Dyskografia
Albumy solowe
- 1987: I.B.
- 1989: Blízko nás
- 1990: Zpívání s Ivetou
- 1990: Closer Now (album anglojęzyczny)
- 1991: Natur
- 1992: Václavák
- 1993: Tobě
- 1994: Malé bílé cosi
- 1996: Čekám svůj den
- 1998: Ve jménu lásky
- 1999: Bílý kámen
- 2000: Jedna jediná
- 2002: Hej pane diskžokej
- 2003: Dráhy hvězd
- 2008: 22
- 2010: Děkuji Vám, Andělové
- 2012: Noc je království
- 2014: Iveta Naposledy